# Max Kaminsky
Max Kaminsky (Brockton, 7 september 1908 - 6 september 1994) was een Amerikaanse jazztrompettist van de dixieland jazz.

## Biografie
Kaminsky begon zijn carrière na een privé-opleiding in 1924 in Boston. In 1928 speelde hij in Chicago bij George Wettling en Frank Teschemacher. Hij was ook kortstondig in de Original Dixieland Jass Band. Later verhuisde hij naar New York en werkte hij bij Red Nichols. In 1933 speelde hij bij The Chocolate Dandies van Eddie Condon en Benny Carter, vervolgens bij Mezz Mezzrow. Hij werkte bij Tommy Dorsey (1936, 1938), Artie Shaw en Bud Freeman (1939). Met de marineband, die tijdens de Tweede Wereldoorlog werd geleid door Artie Shaw, speelde hij in het zuidelijk Pacifische gebied. Aansluitend trad hij op met Condon in de Carnegie Hall en speelde hij met Sidney Bechet, George Brunis, Art Hodes, Joe Marsala, Willie 'The Lion' Smith en Jack Teagarden (b.v. Big T. and Mighty Max, Teldec 1979, een compilatie van Commodore Records-opnamen uit 1944).
Tijdens de jaren 1950 speelde hij meerdere jaren in de televisieband van Jackie Gleason, speelde hij vaak met Eddie Condon en was bovendien lid van Earl Hines All Stars, waarmee hij in 1957 ook in Europa toerde. In 1958/1959 was hij met Teagarden op tournee in Europa en Azië. In 1963 schreef hij met V.E. Hughes zijn autobiografie en had sinds 1964 weer een eigen band, waarmee hij meermaals  tijdens de jaren 1980 optrad tijdens het Newport Jazz Festival en waarmee hij tijdens de jaren 1970 speelde in de club Jimmy Ryan’s.

## Overlijden
Max Kaminsky overleed in september 1994, een dag voor zijn 86e verjaardag.